# Спасо-Преображенский монастырь (Муром)
Му́ромский Спа́со-Преображе́нский монасты́рь («Спа́сский что на Бору́») — мужской монастырь Муромской епархии Русской православной церкви, расположенный в городе Муроме, на левом берегу реки Оки.

## История
Местное предание, зафиксированное в нескольких списках памятника XVI века «Повести о водворении христианства в Муроме», связывает основание монастыря с муромским князем Глебом Владимировичем (не позднее 1015 года). Появление монастыря на рубеже X—XI веков прочно утвердилось в российской историографии, хотя существуют и другие точки зрения на время появления обители.

Монастырь упоминается летописными источниками раньше всех других монастырей на территории России и фигурирует в «Повести временных лет» под 1096 годом в связи с «муромским походом» черниговского князя Олега Святославовича и гибелью под стенами Мурома князя Изяслава Владимировича. 
В лето 6604… Изяславъ же исполчися предъ градомъ на поли. Олегъ же поиде к нему полкомъ, и сступишася обои, и бысть брань люта. И убиша Изяслава, сына Володимеря, внука Всеволожа, месяца семтября в 6 день … Олег же вниде в городъ и прияша и горожане. Изяслава же вземше, положиша и в монастыри святаго Спаса …
Ко времени кончины (19 января 1175 года) муромского князя Юрия Владимировича относится второе упоминание Спасского монастыря как места погребения князя — «преставися князь Муромский Юрьи месяца генваря 19 день, и положен бысть у святаго Спаса в Муроме». При этом по Ипатьевскому списку, церковь, в которой был погребён князь, характеризуется как возведённая его стараниями: «Въ томъ же лете преставися Дюрдий князь Муромьский месяца генваря 19 день и положенъ бысть у Христовы церкви въ Муроме, юже самъ созда».
9 мая 1476 года Спасский монастырь ещё раз косвенно упоминается на страницах летопиского свода в связи с кончиной новгородского боярина Феодора Борецкого, принявшего перед смертью иноческий постриг в Спасском монастыре — единственной в то время мужской обители в Муроме: «Тоя же весны преставися въ городе въ Муроме Марфинъ сынъ Федоръ, и постригся месяца маия въ 9».
В середине XVI века после успешного похода Ивана IV Грозного на Казань в Муроме по приказу царя были воздвигнуты несколько каменных храмов, в том числе главный собор Спасо-Преображенского монастыря.

Несмотря на многочисленные перестройки, собор в основе сохранил свой прежний вид. В нём с большей силой чувствуется живая традиция пятиглавых соборов, идущих от Успенского собора Московского Кремля. … Скромная орнаментация, строгие пропорции, монолитность здания придают ему облик суровой простоты, соответствующей торжественному монастырскому храму— А. Л. Монгайт
С именем царя Ивана Грозного связано и начало экономического расцвета Спасского монастыря. Наделив обитель обширными вотчинами, царь установил в нём также «общежительство». В описях Мурома 1624 и 1636/1637 годов монастырь значится как «строение государево», что подтверждает активное участие в жизни обители представителей царствующего дома.
В 1616 году Муром подвергся нашествию вооружённого литовского отряда под командованием пана Александра Лисовского, во время которого пострадал и Спасский монастырь.

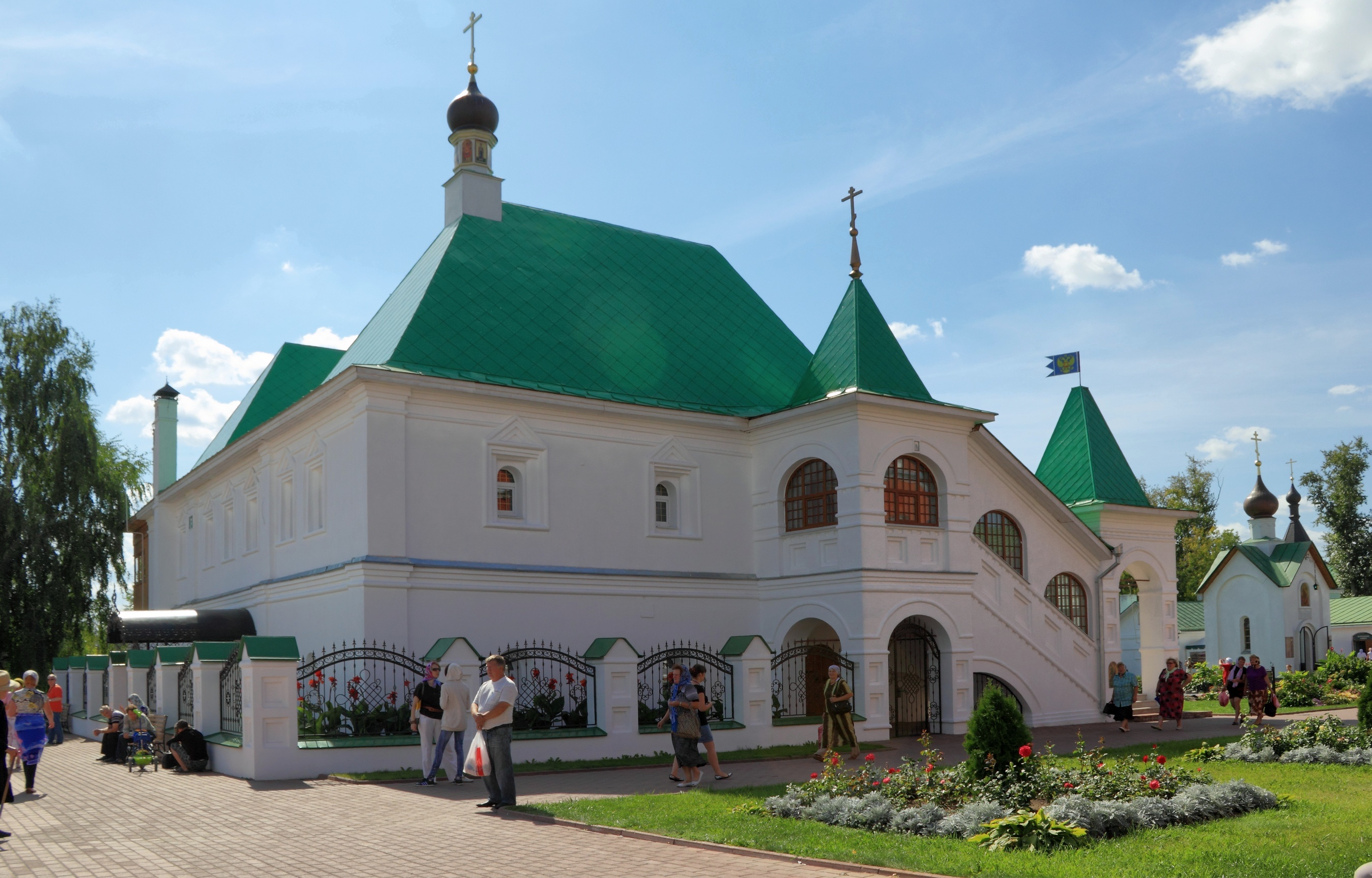
Настоятельские палаты (XVII век)

В период церковных реформ патриарха Никона Муром значительное время отказывал нововведениям, а Спасский монастырь был одним из форпостов старообрядчества. Настоятель монастыря архимандрит Антоний (1658—1662) написал несколько воззваний о перстосложении, а также послал челобитную царю Алексею Михайловичу с указаниями на неверности в исправлении книг при патриархе Никоне, прибавляя, что те, кто не в силах обличить неверности, ссылаются на царя, «яко у царя тако поют». В 1662 году архимандрит Антоний по распоряжению архиепископа Рязанского и Муромского Илариона был отстранён от управления монастырём, а в феврале 1666 года вызван на собор в Москву. Несмотря на принесённое покаяние, архимандрит Антоний был сослан в Кирилло-Белозерский монастырь.
В 1680-е годы в монастырь были сделаны крупные пожертвования со стороны митрополита Сарского и Подонского Варсонофия (Черткова), происходившего из династии муромских купцов. На его средства в монастыре были построены двухэтажный настоятельский корпус и начата реконструкция обветшавшего Покровского трапезного храма.
В 1720-х годах монастырь был приписан к рязанскому Архиерейскому дому, а на его территории было открыто первое в городе учебное заведение — школа для обучения священнических детей

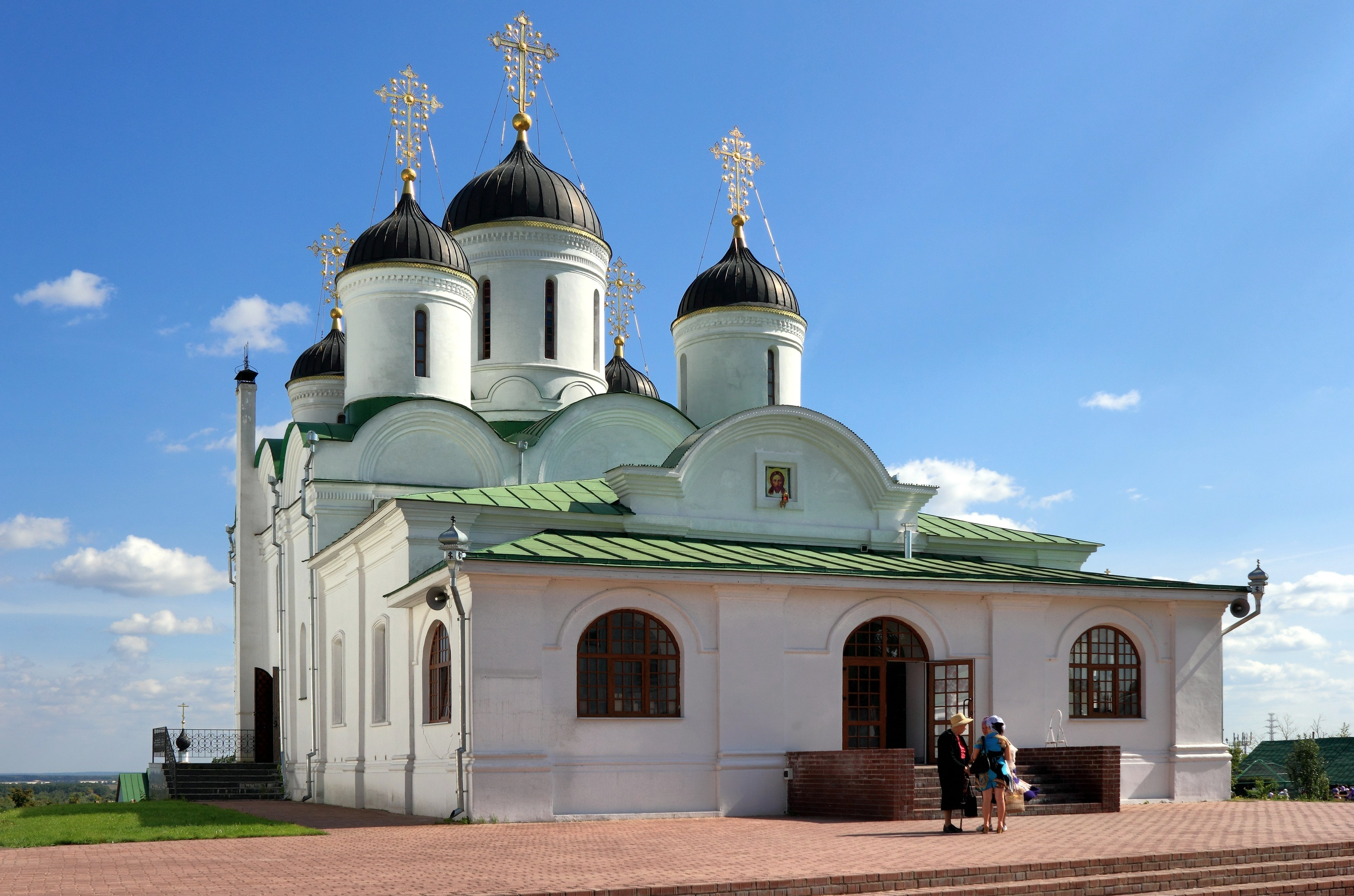
Соборная церковь (XVI век)

26 января 1765 года в Муромское духовное правление был направлен указ епископа Владимирского и Муромского Павла (Гребневского), в котором со ссылкой на постановление Святейшего синода епископ уведомил членов правления об упразднении Борисоглебского монастыря и переводе братии в Спасо-Преображенскую обитель.
Преподобный Серафим Саровский посещал в этой обители старца Антония Грошевника. С 1866 по 1868 годы обителью управлял архимандрит Гавриил (Воскресенский) — в прошлом профессор Казанского университета сначала по кафедре церковного права, а позже по кафедре философии, первый русский историк философии.
Пришедший в 1877 году на должность настоятеля архимандрит Антоний (Ильенов) застал её в удручающем состоянии — храмы разрушались, другие строения приходили в негодность, средств на ремонт не было. После поездки в 1878 году архимандрита Антония на Афон в обитель была привезена точная копия иконы Божией Матери «Скоропослушница», оригинал которой находится с X века в монастыре Дохиар. На протяжении 1880-х годов монастырь реставрировали, приводили в порядок, он стал местом паломничества.
В 1891 году на территории обители был возведён каменный трёхэтажный братский корпус, в котором на правах настоятеля размещались муромские викарные епископы: Евгений (Мерцалов), а позднее — Митрофан (Загорский). В 1907 году в здании келейного корпуса была освящена домовая церковь в честь священномучеников Херсонесских.

### Закрытие монастыря
После революции 1917 года поводом к закрытию Спасо-Преображенского монастыря стало обвинение его настоятеля епископа Муромского Митрофана (Загорского) в соучастии в восстании, произошедшем в Муроме 8—9 июля 1918 года и возглавляемом полковником Николаем Павловичем Сахаровым.
В 1918—1919 годах Преображенский собор монастыря продолжал действовать как приходской храм, а на монастырском кладбище совершались погребения гражданских лиц.
В 1920-е годы храмы и помещения монастыря инспектировали представители муромского музея, но уже с января 1929 года обитель заняли военные и частично отделение НКВД. В это же время началось уничтожение монастырского некрополя, а доступ на территорию монастыря гражданских лиц был прекращён.

### Возрождение монастыря

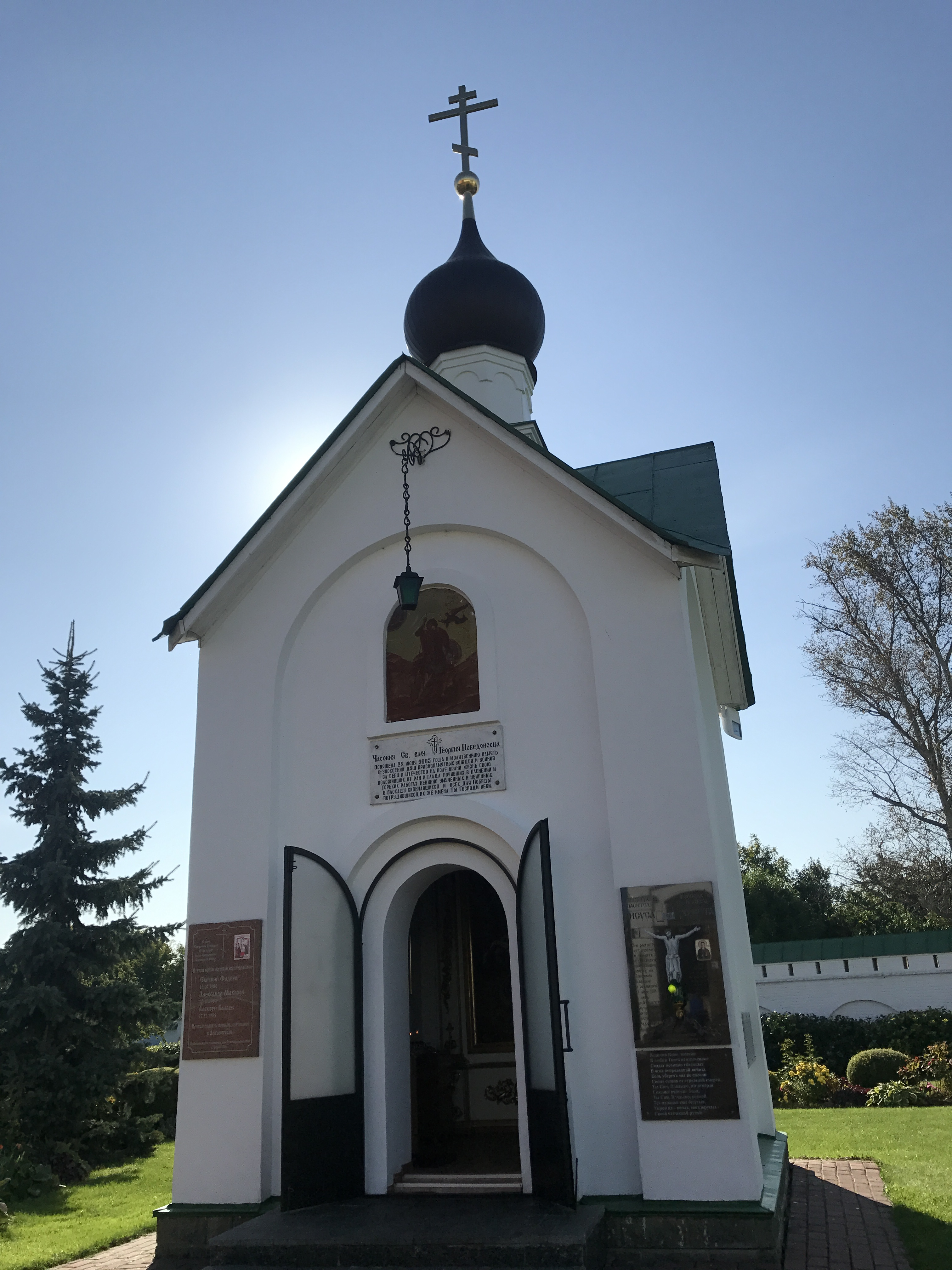
Современная часовня Георгия Победоносца

В апреле 1990 года общественность города Мурома обратилась с открытым письмом во Владимирское епархиальное управление, а также к председателю Муромского горисполкома В. И. Жукову в поддержку передачи муромского Спасского монастыря Русской православной церкви. За возрождение обители выступил академик Дмитрий Лихачёв, обратившийся 8 октября 1990 года с письмом к патриарху Московскому и всея Руси Алексию.
Весной 1995 года воинская часть № 22165 покинула помещения монастыря, а наместником возрождающейся обители был назначен иеромонах Кирилл (Епифанов). 5 июня того же года Священный синод Русской православной церкви благословил открытие монастыря Как вспоминал иеромонах Кирилл (Епифанов): «Моим глазам предстала удручающая картина. Купола рухнули, снесена кровля, казармы представляли собой груды кирпича. Как восстанавливать все это, поначалу даже представить себе не мог…» Но чуть позже в монастырь вернулась икона Божией Матери «Скоропослушница», понемногу собиралась братия, появлялись благотворители и знающие помощники, обитель быстро поднималась из руин.
В 2000—2009 годах монастырь был капитально реставрирован при поддержке Счётной палаты Российской Федерации. Куратором от Счётной палаты — председателем попечительского совета по восстановлению являлся аудитор С. Н. Рябухин.
22 июня 2005 года на территории монастыря освящена часовня Святого Великомученика Георгия Победоносца «в молитвенную память о упокоении душ приснопамятных вождей и воинов за веру и Отчество на поле брани жизнь свою положивши, от ран и глада почивших в пленении и горьких работах невинно умученных и убиенных, в блокаду скончавшихся и всех для Победы потрудившихся. Их же имена Ты Господи веси».

## Архитектурный ансамбль

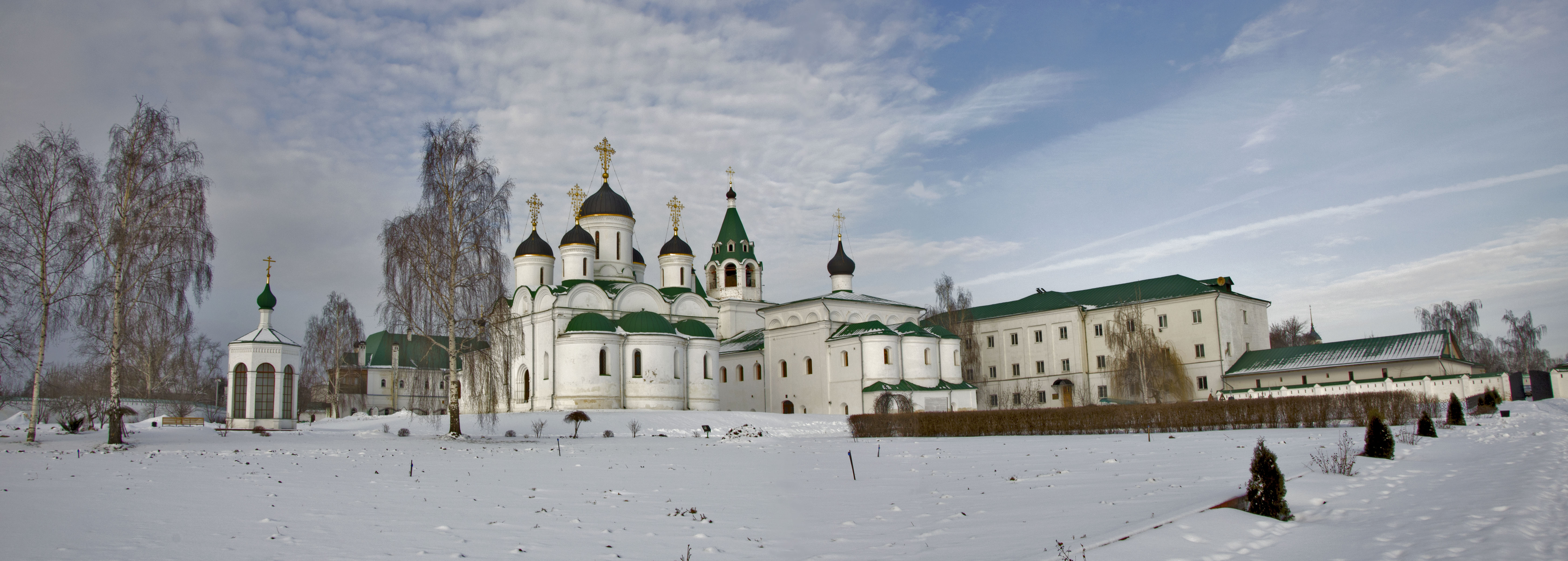
Панорама Спасского монастыря

В «Списке памятников архитектуры, подлежащих охране как памятники государственного значения», в составе ансамбля Спасо-Преображенского монастыря значатся пять объектов:
- Спасо-Преображенский собор 1552 г. — небольшой, почти квадратный в плане, четырехстолпный, пятиглавый, трехапсидный[22];
- Трапезный корпус с Преображенской церковью 1691 г. — двухэтажный;
- Настоятельский корпус 1687 г.;
- Надвратная церковь Кирилла Белозерского 1807-10 гг.;
- Братский корпус 1890 г.

## Настоятели
Настоятели
- 1658—1662 — архимандрит Антоний
- …—1819 — архимандрит Вениамин

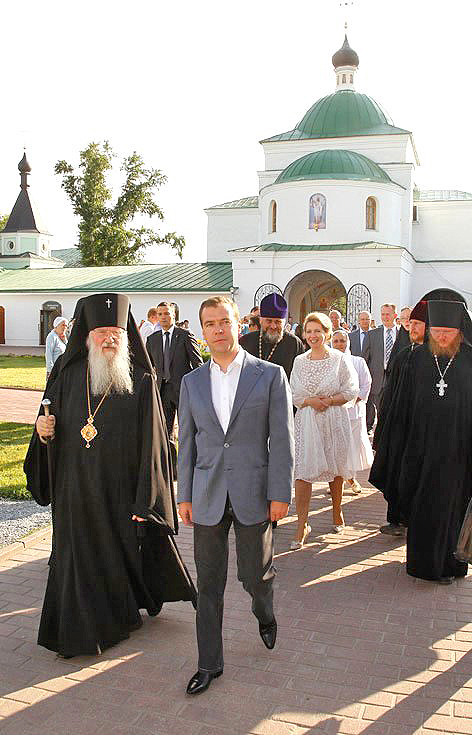
Посещение монастыря Дмитрием Медведевым 8 июля 2011 года

- 1829—1856 — архимандрит Иероним (Малицкий)
- 1857—1859 — архимандрит Иннокентий (Флоринский)
- ?—1866 — архимандрит Амвросий (Лебедев)
- 13 июня 1866 — 10 мая 1868 — архимандрит Гавриил (Воскресенский)
- 1877—1844 — архимандрит Антоний (Ильенков)
- 16 декабря 1907 — 14 июня 1912 — епископ Евгений (Мерцалов)
- 15 июля 1912 — январь 1919 — епископ Митрофан (Загорский)
- 1995—2013 — архиепископ Евлогий (Смирнов)
- со 2 октября 2013 года[23] — епископ Нил (Сычёв)

Наместники
1. архимандрит Кирилл (Епифанов) (4 июля 1995 — 15 марта 2011)
2. игумен Кронид (Козлов)[вд] временный исп. об. (март — декабрь 2011)
3. архимандрит Варлаам (Пономарёв) (декабрь 2011 — январь 2013)
4. игумен Афанасий (Селичев) (с февраля[24] по июль 2013)
5. иеромонах Симеон (Нестеров) и. о.